# DeAndre Yedlin
DeAndre Roselle Yedlin (Seattle, 9 juli 1993) is een Amerikaans-Lets voetballer die doorgaans speelt als rechtsback. In maart 2024 verruilde hij Inter Miami voor FC Cincinnati. Yedlin maakte in 2014 zijn debuut in het voetbalelftal van de Verenigde Staten.

## Clubcarrière
Op 11 januari 2013 ondertekende Yedlin een verbintenis bij Seattle Sounders. Daarmee werd hij, gezien zijn jeugdopleiding, de eerste speler uit de eigen jeugd in het eerste elftal van de Sounders. Op 2 maart maakt hij zijn debuut, toen er in eigen huis met 0–1 werd verloren van Montreal Impact. Ondanks de nederlaag werd Yedlin verkozen tot een van de spelers in het elftal van de week, wat nog nooit een debutant was gelukt.
In januari 2015 voegde Yedlin zich bij de selectie van Tottenham. Hij debuteerde voor deze ploeg op 11 april dat jaar in de Premier League, tegen Aston Villa. Het bleef zijn enige wedstrijd voor Tottenham dat jaar. Tottenham verhuurde Yedlin in september 2015 voor een jaar aan Sunderland. In de zomer van 2016 verkaste hij naar Newcastle United, waar hij zijn handtekening zette onder een verbintenis voor de duur van vijf seizoenen.
Na vierenhalf jaar bij Newcastle werd Yedlin overgenomen door Galatasaray. In Turkije tekende hij voor tweeënhalf jaar. Van deze periode zat hij één jaar uit, voor hij in januari 2022 overgenomen werd door Inter Miami. Hier speelde hij tot maart 2024, toen FC Cincinnati hem overnam en voor twee seizoenen contracteerde.

## Clubstatistieken
| Seizoen | Club              | Competitie          | Competitie | Competitie | Beker | Beker | Internationaal | Internationaal | Totaal | Totaal |
| Seizoen | Club              | Competitie          | Wed.       | Dlp.       | Wed.  | Dlp.  | Wed.           | Dlp.           | Wed.   | Dlp.   |
| ------- | ----------------- | ------------------- | ---------- | ---------- | ----- | ----- | -------------- | -------------- | ------ | ------ |
| 2013    | Seattle Sounders  | Major League Soccer | 33         | 2          | 0     | 0     | 4              | 1              | 37     | 3      |
| 2014    | Seattle Sounders  | Major League Soccer | 29         | 0          | 3     | 0     | —              | —              | 32     | 0      |
| 2014/15 | Tottenham Hotspur | Premier League      | 1          | 0          | 0     | 0     | 0              | 0              | 1      | 0      |
| 2015/16 | → Sunderland      | Premier League      | 23         | 0          | 2     | 0     | —              | —              | 25     | 0      |
| 2016/17 | Newcastle United  | Championship        | 27         | 1          | 5     | 0     | —              | —              | 32     | 1      |
| 2017/18 | Newcastle United  | Premier League      | 34         | 0          | 0     | 0     | —              | —              | 34     | 0      |
| 2018/19 | Newcastle United  | Premier League      | 29         | 1          | 0     | 0     | —              | —              | 29     | 1      |
| 2019/20 | Newcastle United  | Premier League      | 16         | 1          | 4     | 0     | —              | —              | 20     | 1      |
| 2020/21 | Newcastle United  | Premier League      | 6          | 0          | 4     | 0     | —              | —              | 10     | 0      |
| 2020/21 | Galatasaray       | Süper Lig           | 11         | 1          | 1     | 0     | —              | —              | 12     | 1      |
| 2021/22 | Galatasaray       | Süper Lig           | 16         | 0          | 0     | 0     | 8              | 0              | 24     | 0      |
| 2022    | Inter Miami       | Major League Soccer | 35         | 0          | 3     | 0     | —              | —              | 38     | 0      |
| 2023    | Inter Miami       | Major League Soccer | 28         | 0          | 6     | 0     | 7              | 0              | 41     | 0      |
| 2024    | Inter Miami       | Major League Soccer | 3          | 0          | 0     | 0     | —              | —              | 3      | 0      |
| 2024    | FC Cincinnati     | Major League Soccer | 31         | 0          | 0     | 0     | 4              | 1              | 35     | 1      |
| 2025    | FC Cincinnati     | Major League Soccer | 7          | 0          | 0     | 0     | 3              | 0              | 10     | 0      |
| Totaal  | Totaal            | Totaal              | 329        | 6          | 28    | 0     | 26             | 2              | 383    | 8      |

Bijgewerkt op 9 april 2025.

## Interlandcarrière
Yedlin maakte zijn debuut in het voetbalelftal van de Verenigde Staten op 1 februari 2014 in een oefeninterland tegen Zuid-Korea (2–0). Tijdens het wereldkampioenschap voetbal 2014 viel hij driemaal in, zowel in de groepsfase tegen Portugal en Duitsland als tijdens de verloren achtste finale tegen België.
In november 2022 werd Yedlin door bondscoach Gregg Berhalter opgenomen in de selectie van de Verenigde Staten voor het WK 2022. Tijdens dit WK werden de Verenigde Staten door Nederland uitgeschakeld in de achtste finales nadat in de groepsfase gelijkgespeeld was tegen Wales en Engeland en gewonnen van Iran. Yedlin kwam in twee duels in actie.